# Franz Xaver Schwarz
Franz Xaver Schwarz (Günzburg, Beieren, 27 november 1875 - Regensburg, 2 december 1947) was een Duits politicus en bestuurder van de NSDAP en was van 1925 tot 1945 de penningmeester (Reichsschatzmeister) van de partij. Tijdens de Tweede Wereldoorlog was hij een van de vier mensen die ooit de rang SS-Oberstgruppenführer (kolonel-generaal) hebben gedragen.

## Het begin
Schwarz werd geboren in Günzburg. Hij was het zevende kind van acht. Zijn vader was meester-bakker. Hij had de middelbare school voor beroepsonderwijs in Günzburg gevolgd. Op 26 augustus 1899 trad hij in het huwelijk met Berta Breher. Hij was tussen 1900 en 1925 betrokken in het militair en stadsbestuur van München. Schwarz had een carrière als middelbare ambtenaar. Hij was vrijwilliger bij de Günzburger regionale rechtbank, waar hij als notaris werkte.

## Eerste Wereldoorlog
Van 1895 tot 1899 vervulde hij zijn militaire dienst. Als tweejarige-vrijwilliger in het Königlich Bayerisches Infanterie-Leib-Regiment in München, en werkte hij als klerk in het kommandantur München. Hij verliet de dienst als sergeant. In 1914 tijdens de Eerste Wereldoorlog diende hij opnieuw in het Beiers leger, en werd als luitenant van de Landwehr ontslagen. Hij had zijn hele leven last van maag- en darmklachten. Begin 1916, werd hij voor 30 procent afgekeurd voor frontdienst.

## Carrière in de NSDAP

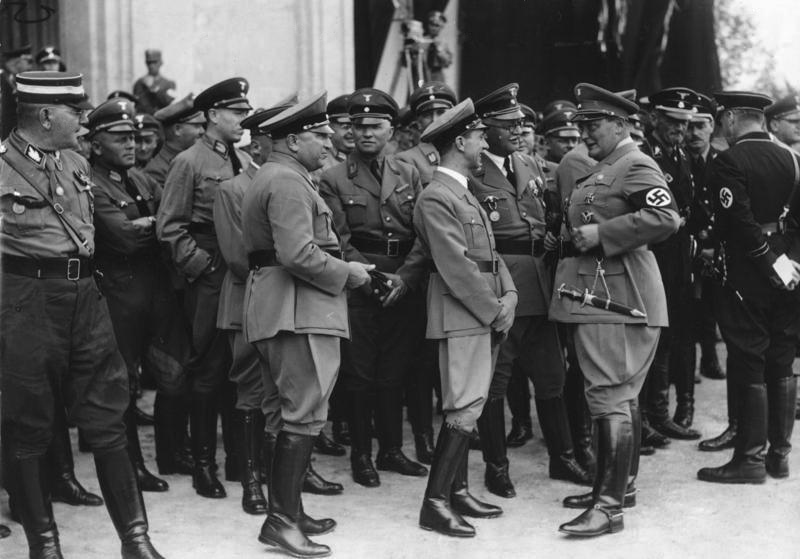
Schwarz tussen Goebbels en Göring, Reichsparteitag 1936

Na de Eerste Wereldoorlog begaf Schwarz zich in extreem rechtspolitieke kringen. In 1919 werd hij ingehuurd door Deutschvölkischer Schutz- und Trutzbund en de Münchener Einwohnerwehr.
In 1922 werd hij lid van de NSDAP. In november 1923 nam Schwarz deel aan de Bierkellerputsch. Na het verbod van de NSDAP was Schwarz sinds de zomer van 1924 eerste kassier voor de Großdeutsche Volksgemeinschaft.
Op 27 februari 1925 werd de NSDAP opnieuw opgericht. Op 21 maart 1925 droeg Adolf Hitler hem het ambt van Reichsschatzmeister over, en Schwarz werd de opperste beheerder van de partijkas en werd opgenomen in het lidmaatschap van de partij. Hij nam het werk over van Max Amann en bekleedde deze functie voor 20 jaar, tot het eind van het nationaalsocialisme mei 1945.
Hij bouwde de administratieve en financiële functies van de nazipartij op. Het was Schwarz die het geld inzamelde voor de publicatie van Hitlers boek Mein Kampf. In april-mei 1930 onderhandelde Schwarz over de aankoop van het Braunes Haus op Brienner Straße 45 in München.
Behalve de partijkas (voor een groot deel lidmaatschapsgelden), was Schwarz ook verantwoordelijk voor het centraal toewijzen van het NSDAP-lidmaatschapsnummer. Wanneer leden stopten met de betaling van hun lidmaatschapsgeld of overleden, werden de oude nummers niet vrijgemaakt voor de nieuwe leden. Als oud-leden hun lidmaatschapsgeld weer gingen betalen, kregen ze een nieuw nummer. Eind 1945 waren er al tien miljoen lidmaatschapsnummers uitgegeven, waarvan 2,4 miljoen actieve leden. Schwarz leidde een administratie die ervoor zorgde dat er een bedrag van één miljard Reichsmark aan het eind van de oorlog in kas was.
Op 18 december 1931 werd Schwarz SA-Gruppenführer. Op 13 juni 1932 werd hij lid van de SS en werd op 1 juli 1933 bevorderd tot SS-Obergruppenführer. Vanaf 3 oktober 1933 tot 1944 was Schwarz lid van de academie voor het Duitse recht in München. Op 9 november 1933 werd hij bevorderd tot SA-Obergruppenführer. Hij werd toegevoegd aan de staf van de opperste SA-leiding (Oberste SA-Führung).
Op de Rijksdagverkiezingen van maart 1933 werd hij verkozen voor de Rijksdag. In 1935 hield hij de rang van Reichsleiter, de op één na hoogste politieke rang in de nazipartij.
Hitler bezocht Schwarz op zijn 60e verjaardag op 27 november 1935. Hitlers testament, gedateerd 2 mei 1938 (waarin stond dat hij zijn hele vermogen aan de nazipartij naliet), bevatte de voorwaarde dat het alleen geopend mocht worden in het bijzijn van Schwarz.
Hitler bevorderde hem op 20 april 1942 tot SS-Oberst-Gruppenführer der Allgemeinen SS.
Schwarz leidde een bataljon van de Volkssturm in Grünwald aan het einde van de oorlog.

## Naoorlogse jaren
Aan het einde van de oorlog raakte Schwarz in Amerikaanse gevangenschap. Hij werd samen met andere grote NS-leiders tot augustus 1945 vastgehouden in het detentiekamp Ashcan bij Bad Mondorf in Luxemburg. Aansluitend werd hij in een interneringskamp bij Regensburg vastgehouden en door de geallieerden lang en intensief verhoord. Daarbij ging het om de verblijfplaats van de partijkassen en de boekhouding.
Schwarz stierf in december 1947 als gevangene. Hij was 72 jaar oud. In september 1948 werd hij door de Münchener Spruchkammer postuum als “hoofdschuldige” veroordeeld.

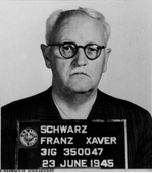
Schwarz in Amerikaanse internering, 23 juni 1945

## Nalatenschap
Schwarz bleef een raadselachtig lid in Hitlers binnenste cirkel van vertrouwelingen. Feit is dat hij al overleden was zonder een goede ondervraging. In april 1945 zijn al zijn papieren en dagboeken verbrand in het Braunes Haus. Door deze gebeurtenissen zijn er aanzienlijke gaten in de historische verslaglegging, specifiek over hoe de nazipartij werd gefinancierd en waar het geld naartoe ging na de oorlog.

## Carrière
Schwarz bekleedde verschillende rangen in zowel de Allgemeine-SS als Sturmabteilung. De volgende tabel laat zien dat de bevorderingen niet synchroon liepen.
| Datums           | Deutsches Heer         | Reichswehr    | Sturmabteilung       | Allgemeine-SS          | NSDAP        | NSKK                   | Reichsarbeitsdienst     |
| ---------------- | ---------------------- | ------------- | -------------------- | ---------------------- | ------------ | ---------------------- | ----------------------- |
| 12 januari 1895  | Freiwilliger           | —             | —                    | —                      | —            | —                      | —                       |
| 1 oktober 1895   | Unteroffizier          | —             | —                    | —                      | —            | —                      | —                       |
| 14 maart 1897    | Sergeant               | —             | —                    | —                      | —            | —                      | —                       |
| September 1899   | Feldwebel              | —             | —                    | —                      | —            | —                      | —                       |
| 12 juni 1902     | Vizefeldwebel          | —             | —                    | —                      | —            | —                      | —                       |
| 4 september 1914 | Offizierstellvertreter | —             | —                    | —                      | —            | —                      | —                       |
| 1 november 1914  | Feldwebelleutnant      | —             | —                    | —                      | —            | —                      | —                       |
| 1 november 1914  | Leutnant der Landwehr  | —             | —                    | —                      | —            | —                      | —                       |
| 18 februari 1920 | —                      | Leutnant a.D. | —                    | —                      | —            | —                      | —                       |
| 18 december 1931 | —                      | —             | SA-Gruppenführer     | —                      | —            | —                      | —                       |
| 2 juni 1933      | —                      | —             | —                    | —                      | Reichsleiter | —                      | —                       |
| 13 juni 1932     | —                      | —             | —                    | SS-Gruppenführer       | —            | —                      | —                       |
| 1 juli 1933      | —                      | —             | —                    | SS-Obergruppenführer   | —            | —                      | —                       |
| 9 november 1933  | —                      | —             | SA-Obergruppenführer | —                      | —            | —                      | —                       |
| 23 februari 1935 | —                      | —             | —                    | —                      | —            | NSKK-Obergruppenführer | —                       |
| 15 mei 1935      | —                      | —             | —                    | —                      | —            | —                      | Ere-Oberstarbeitsführer |
| 20 april 1942    | —                      | —             | —                    | SS-Oberstgruppenführer | —            | —                      | —                       |

## Lidmaatschapsnummers
- NSDAP-nr.: 29 312[3], 6[8][9](lid geworden 27 februari 1925)[6]
- SS-nr.: 38 500[8][9][6]

## Decoraties
Selectie:
- Gouden Ereteken van de NSDAP[8][6][5]
- Danzig Kruis, 1ste klasse[8] en 2e klasse (1939) (beide)[6]
- Grootkruis in de Orde van Sint-Sava op 24 mei 1939[10]
- Kruis der Eerste Klasse in de Orde van Militaire Verdienste met Zwaarden[6]
- Dienstonderscheiding van de Landweer, 2e Klasse[6]
- Bloedorde (nr.56) op 9 november 1933[6][5]
- Gouden Ereteken van de Hitlerjeugd met Eikenloof[6]